# Rava Calvuccio
Rava Calvuccio (946,5 m s.l.m.) è una montagna dei monti Lepini nell'Antiappennino laziale.
Si trova nel Lazio, nel territorio del comune di Sgurgola, in provincia di Frosinone.